# جون أودوم
جون أودوم (بالإنجليزية: John Odom)‏ هو لاعب كرة قاعدة أمريكي، ولد في 6 يناير 1982 في روزويل في الولايات المتحدة، وتوفي بنفس المكان في 5 نوفمبر 2008.

## وصلات خارجية
- جون أودوم على موقعبيزبول رفرنس.كوم (الدوري الثانوي) (الإنجليزية)